# 弗林特島

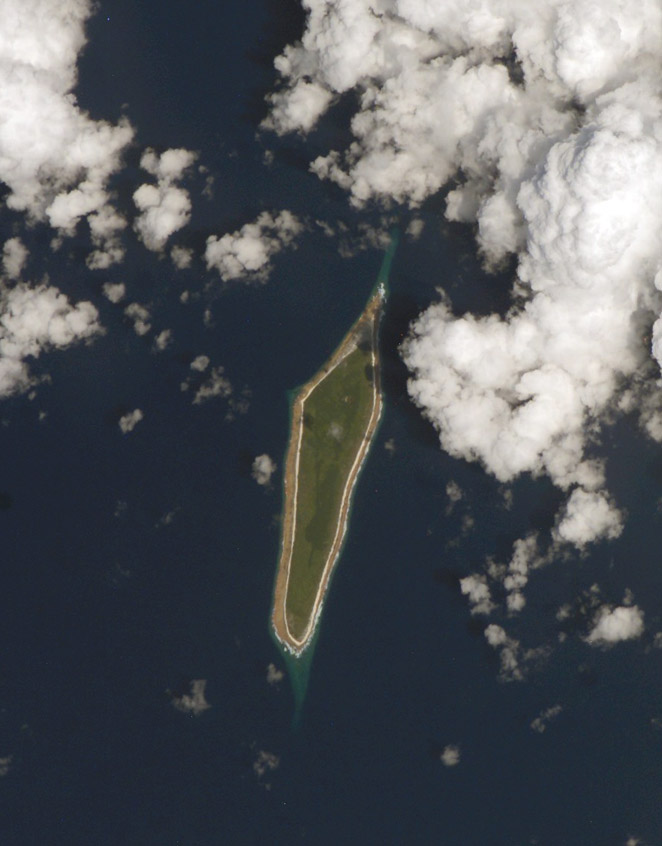

弗林特島是太平洋島國基里巴斯的環礁，屬於萊恩群島的一部分，位於加羅林島西南220公里，土地面積3平方公里，最高點海拔高度8米，四周被珊瑚礁環繞。

## 外部連結
- Flint Island information
- More Flint Island information

11°25′48″S 151°49′9.12″W / 11.43000°S 151.8192000°W